# Nov Čiflik (Kumanovo)
Nov Čiflik (makedonsky: Нов Чифлик) je zaniklá vesnice v Severní Makedonii. Nachází se v opštině Kumanovo v Severovýchodním regionu.

## Geografie
Vesnice se nacházela v údolí Blatija, na pravém břehu řeky Pčinja, nedaleko vesnice Kosturnik a pár kilometrů severně od vesnice Gorno Kočare, pod jejíž správu dnes toto území spadá.

## Historie
Na konci 19. století byla vesnice makedonská. Podle sčítání lidu z roku 1905 zde žilo 90 obyvatel, z toho 48 bylo makedonské národnosti, 30 valašské a 12 romské.
Na etnické mapě z roku 1927 byla označována jako vesnice s nejasným etnickým složením. Vesnice byla vysídlena po druhé světové válce, kdy obyvatelé odcházeli do větších měst.